# 劇場版 美少女戦士セーラームーンR
『劇場版美少女戦士セーラームーンR』（げきじょうばん びしょうじょせんしセーラームーンアール）は、1993年12月5日に公開された、『美少女戦士セーラームーンR』の劇場版アニメ。製作は東映動画。
監督は、後に『少女革命ウテナ』を監督した幾原邦彦。
同時上映は『メイクアップ!セーラー戦士』と、『ツヨシしっかりしなさい ツヨシのタイムマシーンでしっかりしなさい』。

## 概要
シリーズ初の劇場化作品。94年邦画配給収入第7位を記録し、配収13億円の大ヒットでその後のシリーズの映画化への道筋をつけた。「お祈りクリスタル」とジャンボカードダスが入場者特典。
時列的は、テレビシリーズの第88話（『R』第42話）でブラック・ムーン一族を倒してからちびうさが未来に帰るまでの間と解釈するのが妥当とされている。
テレビアニメではほとんど描かれなかった主人公・月野うさぎと他のセーラー戦士や地場衛との関係を描くなど、セーラームーンの集大成となっている。
「愛」という言葉はテレビシリーズで度々使用されているため、本作ではわずかに使用されたに留まった。
メインゲスト声優として、『R』テレビアニメ版のアニメオリジナルストーリーである「魔界樹編」で、銀河星十郎 / エイルを演じた緑川光がフィオレ役、銀河夏美 / アンを演じた冬馬由美がキセニアン役で出演。
物語のクライマックスで「Moon Revenge」が映画を効果的に盛り上げている。歌詞は2番目の前半で各セーラー戦士の声を担当した声優がソロで歌う構成だが、劇中で彼女たちの回想と歌のソロパートがシンクロし、スペクタクルシーンとともに絶妙なタイミングで編集されている。セーラームーン・ミュージカルで音楽を担当していた作詞・冬杜花代子、作曲・小坂明子によるコンビが作詞・作曲を担当した。そのため、クライマックスはミュージカル映画のようでもあり、幾原の持ち味が強く出ているが、それは東が制作当初から幾原の個性を全面に押し立てた作品にしたいと考えていたからである。
2017年6月30日（うさぎの誕生日）、セーラームーン25周年を記念して劇場版『美少女戦士セーラームーンR』HDリマスター版の初の発声可能応援上映イベントが開催されている。
2020年12月5日にNHK BSプレミアムで放送された『発表!全美少女戦士セーラームーンアニメ大投票』では、本作が「あなたの好きなエピソード」の部門で第1位に選ばれた。

### 企画
映画化の話は1993年の年明け間もない頃からあったが、女児向けの映画が本当にヒットするのかという興行的な不安から、東映が映画化をためらっていた。夏休み映画として公開する案もあったが、結局「正月映画にふさわしい劇映画が見当たらずに利益率の高いアニメで勝負した」（当時の東映常務・鈴木常承の話）ということで制作に入ったのは8月からで、制作スケジュールはとても短いものだった。公開日は12月11日を予定していたが、10月中旬に公開が12月5日に変更された。
原作よりの企画やセーラー戦士の二頭身キャラの登場、さらには完全新作の3本立てといった様々な案を経て、外伝的内容として制作が決定。企画完成後、最初の打ち合わせの時点から衛とフィオレの関係を中心とするのは決定していたが、その時点では完成作品以上に彼らを軸とする内容だった。

### 制作
テレビシリーズを支えていた作画監督の伊藤郁子、長谷川眞也、香川久に加え、新井浩一、須賀重行、濱洲英喜、山内則康といった錚々たる顔ぶれのアニメーター陣が作画（原画）に参加している。必殺技シーンは長谷川が作画担当している。
スタッフは本作の制作中、昼夜逆転生活を送っていた。テレビアニメ『R』のブラック・ムーン編でシリーズ監督を担当していた幾原はテレビアニメの制作から撤退し、ほとんど帰宅せずに東映動画スタジオ近くのアパートに部屋を借り（他のスタッフも制作の終盤に差し掛かってから）、そこからスタジオに通っていた。また、伊藤は盲腸炎を起こして入院した。
セーラー戦士の変身シーンのアフレコではセーラー戦士の声優陣は演技に気合いが入り、幾原から演技のOKサインを出されても自らやり直しを申し出た。

### 評価
本作に感動した庵野秀明は、映画館で3度観た。緒方恵美が本作で衛の少年時代の声を担当しており、貞本義行に映画のビデオを見せて、準備中だった「新世紀エヴァンゲリオン」の碇シンジの声は緒方しかないと力説した 。
前述の『全美少女戦士セーラームーンアニメ大投票』で、アニメーション評論家の藤津亮太は「劇場版『R』は、テレビアニメ第45話と裏表でつながっている作品」と評している。第45話ではセーラームーン以外の4戦士が自分を犠牲にしてセーラームーンを最終決戦の舞台に送り出すという展開が描かれたが、本作はセーラームーンが人質にされた4戦士を犠牲にしてまでは戦わず、武器を手放して素手になるというシーンが描かれている。藤津はこれについて、「第45話と似た状況をわざと作っている」とした上で、「作品のドラマチックさや、キャラクターが作り手の中で深まっていく過程を見ることができる作品」ともコメントしている。

## ストーリー
月野うさぎたちは植物園に遊びに来た。そこに空から無数の花びらが舞い降り、謎の青年・フィオレが現れる。彼は仲間を求めて宇宙を放浪する異星人であると同時に、地場衛の少年時代の友人だった。フィオレは両親と記憶を失ったばかりの衛と孤独を分かち合ったが、地球の環境では生きられずに放浪の旅に戻り、衛にもらった餞別の赤いバラに感動して「必ずお返しの花を持ってくる」と約束していた。フィオレは衛との友情にふさわしい花を見つけたと言い、衛のそばにいるうさぎに敵意を向ける。
その頃、地球に接近する小惑星が観測されたが、地球と衝突する恐れはないと発表される。翌日、無数の花の妖魔が人々のエナジーを奪って操り始める。セーラー戦士は花の妖魔を倒すが、そこに現れたフィオレがセーラームーン（うさぎ）を攻撃し、彼女を庇って傷ついたタキシード仮面（衛）を連れ去ってしまう。フィオレの花の正体は生命体の弱い心に寄生して星のエナジーを根こそぎ奪い大繁殖する悪魔の花・キセニアンで、フィオレはキセニアンに憎しみを増幅されて寄生され、地球を襲うように誘導されていたのだ。
衛をさらわれたセーラームーンは落ち込むが、ちびうさとセーラー戦士たちに激励されて衛の救出を決意。セーラーテレポートでキセニアンがはびこる例の小惑星に向かう。小惑星の一面はキセニアンの花が咲き誇り、その中には衛とフィオレの姿もあった。「衛がうさぎに騙されている」と信じたフィオレは衛を孤独にした地球人を根絶やしにすべく、小惑星が地球に接近した暁にはキセニアンの花に地球のエナジーを喰らわせようと企む。
セーラー戦士は花妖魔と戦うが、マーキュリー（水野亜美）、マーズ（火野レイ）、ジュピター（木野まこと）、ヴィーナス（愛野美奈子）が捕まってしまう。うさぎと出会うまでの孤独に想いを馳せた四人はフィオレに話しかけるが、フィオレはセーラームーンが四人を騙していると信じた。仲間を人質にされたセーラームーンは戦闘を放棄し、フィオレは驚くがキセニアンに唆されるがままにセーラームーンのエナジーを吸収する。その時、衛の投げた赤いバラがフィオレを突き刺し、動揺したフィオレはキセニアンの支配を離れ、宿主を失ったキセニアンは消滅する。
キセニアンの花も力を失ったが、小惑星の軌道が変わって地球に向かい落下する。フィオレはうさぎ達を道連れに死のうとするが、うさぎの銀水晶が花の形に変わって驚き、銀水晶の光に包まれて消えていく。銀水晶のエナジーの中でフィオレは衛にもらったバラの秘密を知る。弟が生まれるお祝いのバラの花束を抱えた小さい頃のうさぎが、病院で泣いている衛を励まそうとバラをおすそ分けしていたのだ。
小惑星は大気圏に突入し、その摩擦熱で崩壊を始める。命をかけて銀水晶を解放したうさぎはプリンセス・セレニティの姿に変身。マーキュリー、マーズ、ジュピター、ヴィーナスが残りのパワーでうさぎをバックアップする。衛もプリンス・エンディミオンの姿に変身し、小惑星のエネルギーにふらついたうさぎを抱きとめた。仲間の支えを受けたうさぎの銀水晶の力は増し、小惑星と地球の衝突を回避させるが、銀水晶は砕けてうさぎの命も尽きてしまう。悲しむ衛の前にうさぎの愛に触れたフィオレの幻が現れ、エナジーで作った花の蜜をうさぎに与えさせた。花の蜜を口に含んだ衛のキスでうさぎの命はよみがえり、フィオレは再び宇宙を放浪する。

## 登場人物

### セーラー戦士
月野うさぎ
声 - 三石琴乃
主人公。セーラームーンに変身する。衛と付き合っているが、フィオレに衛を騙している悪女と誤解されて命を狙われる。
地場衛
声 - 古谷徹 / 緒方恵美（少年時代）
うさぎの恋人。タキシード仮面に変身し、紳士服ヒグチの広告に紛れて登場。自動車事故直後の入院中にフィオレと会って孤独を分かち合い、餞別に一輪の赤いバラを差し出した。
火野レイ
声 - 富沢美智恵
セーラーマーズに変身する。うさぎと衛のキスを仲間と一緒に覗き見した。強い霊能力を疎まれた過去を持つ。うさぎを守る一番手として活躍し、衛をさらわれたうさぎを励ます。
水野亜美
声 - 久川綾
セーラーマーキュリーに変身する。「衛さんって男の人にもモテるのね」と発言してツッコミを受けたり、むっつりスケベぶりを見せる。天才的な頭脳を疎まれて孤立した過去を持つ。
木野まこと
声 - 篠原恵美
セーラージュピターに変身する。怪力を恐れられて遠巻きにされた過去を持つ。フィオレに格闘を挑むが圧倒されてしまう。
愛野美奈子
声 - 深見梨加
セーラーヴィーナスに変身する。今作では戦いで指揮を取る。セーラーVの仕事が忙しく、誰にも理解されなかった過去を持つ。
ルナ
声 - 潘恵子
うさぎのパートナーの黒猫。
アルテミス
声 - 高戸靖広
美奈子のパートナーの白猫。
ちびうさ
声 - 荒木香恵
未来から来たうさぎと衛の娘。自分を庇って倒れたうさぎの鼻の穴にティッシュを詰めて起こし、銃のおもちゃに「ガンバレ!!」のメッセージを書いてうさぎを励ました。

### 敵キャラクター
キセニアン以外はスーパーファミコン作品『美少女戦士セーラームーン Another Story』にも敵として登場する。ただし、フィオレのみはイベント専用キャラクターである。
フィオレ
声 - 緑川光 / 丸尾知子（少年時代）
出身地不明の異星人。自分と同じ孤独な心を持つ仲間を求めて宇宙を彷徨っていた際、地球を訪れて衛と友人になった。地球では長く生きられないために宇宙の旅に戻り、宇宙を漂流する1体のキセニアンを見つける。本来は少年の姿で、衛と再会するにあたって青年の姿となった。衛への執着からセーラー戦士（特に彼と恋仲のうさぎ）に襲い掛かっており、セーラー戦士に危険視された。
テレビアニメ版『R』前半の「魔界樹編」に登場するエイルと風貌が似ているが、無関係の別人。
キセニアン
声 - 冬馬由美
本作の黒幕。美しい女性の上半身を持つ花だが、正体は宇宙の伝説の怪物で、弱い心を持つ者に寄生して星のエナジーを喰らいながら繁殖する。フィオレを騙して地球をキセニアンの星にしようとしたが、劇中に登場するキセニアンは数多く存在するうちの1体に過ぎない。
テレビアニメ第6話に登場した妖魔キュレネの人間態をモデルとしている。
グリシナ
声 - 山崎和佳奈
6本の足を持つ花の妖魔。凄まじいスピードで走る。
カンパニュラ
声 - 西川宏美
両腕にナイフ型の翼を持つ花の妖魔。素早いスピードで飛行できる。
ダリアン
蛇の下半身を持つ花の妖魔。小惑星に大量に潜んでいる。

## スタッフ
- 原作 - 武内直子
- 監督 - 幾原邦彦
- 助監督 - 五十嵐卓哉
- キャラクターデザイン・作画監督 - 只野和子
- 美術監修 - 窪田忠雄
- 美術監督 - 谷口淳一
- 企画 - 東伊里弥
- 脚本 - 富田祐弘
- 原画 - 松下浩美、山内則康、新井浩一、濱洲英喜、須賀重行、長谷川眞也、羽山淳一、香川久、伊藤郁子 他
- 動画 - 岸祐弥、馬渡久 他
- 背景 - 浅井和久、橋本和幸、大河内稔、田尻健一 他
- 協力プロダクション - スタジオ・ライブ、中村プロダクション、スタジオコクピット、ムクオスタジオ、スタジオイースター、はだしぷろ、トムスフォト、トランスアーツ、スワラプロダクション 他
- 製作担当 - 樋口宗久
- 音楽 - 有澤孝紀
- 撮影 - 高橋基
- 編集 - 吉川泰弘
- 色指定・検査 - 辻田邦夫
- 録音 - 立花康夫

### 英語版スタッフ

#### ビズメディア版スタッフ
- 製作総指揮 - ケン・ササキ
- 音声演出 - スザンヌ・ゴールディッシュ
- 英語制作 - Viz Media, LLC
- ADR及びポストプロダクション - Studiopolis, Inc.

## 主題歌

### オープニングテーマ
「ムーンライト伝説」
作詞 - 小田佳奈子 / 作曲 - 小諸鉄矢 / 編曲 - 池田大介 / 歌 - DALI

### エンディングテーマ
「Moon Revenge」
作詞 - 冬杜花代子 / 作曲 - 小坂明子 / 編曲 - 林有三 / 歌 - 三石琴乃・久川綾・富沢美智恵・篠原恵美・深見梨加
途中挿入もあり。
『美少女戦士セーラームーンCrystal』オープニングテーマ収録のももいろクローバーZのシングル『MOON PRIDE』にも、ももいろクローバーZが歌うアレンジバージョンとして収録された。

## 関連イベント
1993年10月17日、向ヶ丘遊園で「美少女戦士セーラームーンR ～向ヶ丘遊園スペシャル～」が実施。三石をはじめとするセーラー戦士の声優陣や、セーラー戦士の着ぐるみによるショーが行われた。
映画の公開中、東京と大阪の映画館でテレビアニメの傑作の同時上映などの特別興行が行われた。最大のイベントは12月25日に丸の内東映で行われた「セーラームーンとXmas」で、セーラー戦士の声優陣によるトークショーが行われたり、彼女たちが観客とともに「きよしこの夜」を歌ったり、映画も上映された他、クライマックスで声優陣が「Moon Revenge」を歌った。

## ドラマCD
映画のドラマCDが『美少女戦士セーラームーンR 〜ドラマ編〜』（びしょうじょせんしセーラームーンアール ドラマへん）として1994年4月21日に発売されている。収録時間は61分21秒。新規録音は月野うさぎ（三石琴乃）のナレーション部分のみで、キャストは映画と同じ。
スタッフ
- プロデューサー - 東伊里弥
- 脚本 - 富田祐弘
- 演出 - 幾原邦彦
- 録音 - 立花康夫（タバック）
- 効果 - 今野康之（スワラプロ）
- タバックスタジオ - 9437MEN
- カバーイラスト - 東映動画

## 映像ソフト化
セーラームーンの映画すべてを収録した「美少女戦士セーラームーン THE MOVIE DVD-BOX」が2002年3月21日、単巻が2004年12月10日にそれぞれ発売。単巻はステレオ / モノラルの状態に加えて、登場人物のセリフなしでBGM・挿入歌・効果音のみが収録された音声状態を選択できる。
2018年2月7日に発売されたブルーレイ版のセット「美少女戦士セーラームーン THE MOVIE Blu-ray 1993-1995」にも収録。